# SDARI Dolphin 64
Der Massengutschiffstyp SDARI Dolphin 64, auch zu SDARI 64 Ultramax verkürzt, wurde in einer Serie von weit über 350 Einheiten gebaut und gilt in seinem Marktsegment als Standardschiff.

## Einzelheiten
Die Dolphin-64-Baureihe wurde vom Shanghai Merchant Ship Design & Research Institute (SDARI) entworfen. Der Typ Dolphin 64 basiert auf dem zehn Meter kürzeren Entwurf SDARI Dolphin 57, mit dem er sich die grundlegenden Parameter teilt. Die Dolphin-64-Schiffe werden seit 2012 auf zahlreichen chinesischen Werften für verschiedenste Reedereien gebaut. Sie sind als Ultramax-Massengutschiffe mit achtern angeordneten Aufbauten ausgelegt. Sie haben fünf Laderäume mit jeweils eigener Luke, deren Lukendeckel hydraulisch betätigt werden. Der gesamte Laderaumrauminhalt beträgt bei Schüttgütern 78.500 m³. Zum Ladungsumschlag stehen vier mittschiffs angebrachte hydraulische Schiffskräne zur Verfügung. Der Schiffstyp kann bei einem Entwurfstiefgang von 11,30 m rund 51.500 Tonnen und bei maximaler Abladung auf 13,30 m 64.000 Tonnen transportieren. Die Einheiten sind auf den Transport verschiedener Massengüter, wie zum Beispiel Getreide, Kohle, Mineralien inklusive verschiedener Gefahrgüter ausgelegt. Die Tankdecke der Laderäume ist für den Erztransport verstärkt ausgeführt. Es können darüber hinaus auch Sackgüter, Stahlprofile, -röhren und andere Massenstückgüter, jedoch keine Decksladungen transportiert werden.
Der Antrieb der Schiffe besteht aus einem Zweitakt-Dieselmotor. Der Motor ermöglicht eine Geschwindigkeit von etwa 14 Knoten. Es stehen mehrere Hilfsdiesel und ein Notdiesel-Generator zur Verfügung.